# Suolo fersiallitico

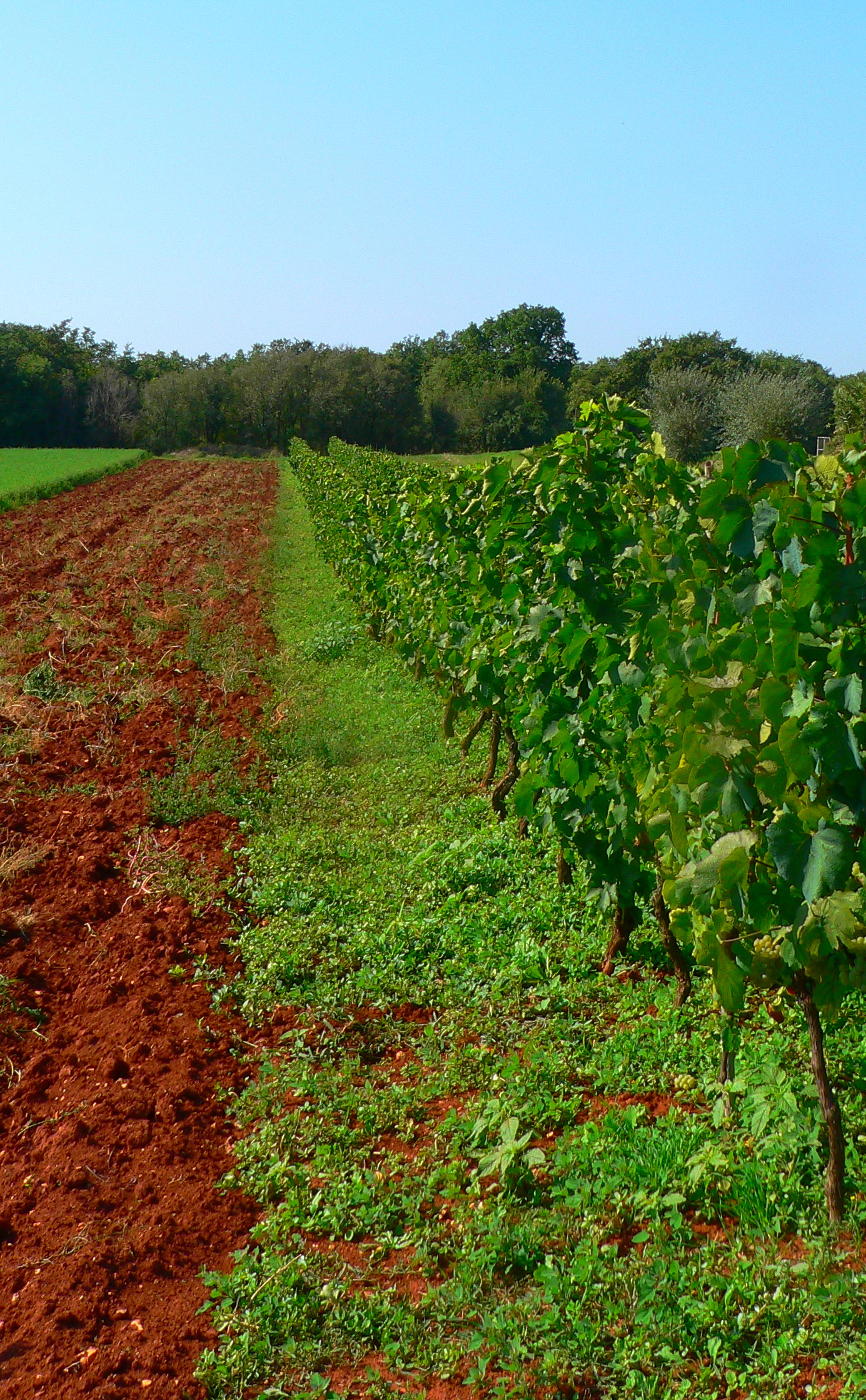
Vigneto su suolo arrossato fersiallitico, Istria.

I suoli fersiallitici sono una particolare tipologia di suoli che si ritrova di preferenza in ambienti subtropicali mediterranei, con climi piuttosto caldi e alternanza decisa di stagioni umide e secche (di solito l'estate).
Durante il processo pedogenetico che porta alla loro formazione si ha prevalente azione geochimica, in cui la sostanza organica assume un ruolo del tutto secondario similmente a tutti i processi di pedogenesi dei climi caldi; non si ha una desilicizzazione paragonabile a quella che si osserva nei climi equatoriali (oltre a ferro e alluminio, si rinvengono quindi grosse quantità di silice, donde il nome del processo), ragione per cui si producono abbondanti argille di neoformazione di tipo 2:1 che si disperdono nel profilo accumulandosi in un orizzonte argillico di illuviazione Bt; la lisciviazione delle argille è favorita dal fatto che il massimo precipitativo si ha in inverno, quando l'evapotraspirazione è ai minimi annuali e gran parte dell'acqua caduta riesce a infiltrarsi e a circolare per il profilo.

La liberazione del ferro dai silicati, la sua traslocazione nel profilo nella stagione invernale piovosa e la sua successiva ricristallizzazione come Fe2O3 (ematite) nella stagione secca estiva producono intensi arrossamenti del profilo, che assume una tinta rosso-brunastra (rubefazione).